# 新捷爾相西克
48°4′16″N 35°58′37″E / 48.07111°N 35.97694°E
新捷爾相西克（烏克蘭語：Новотерсянське），是烏克蘭的村落，位於該國中部第聶伯羅彼得羅夫斯克州，由瓦西利基夫卡區負責管轄，處於上捷爾薩河畔，距離韋謝利庫特1公里，2001年人口38。